# I must change my life & love for me
「I must change my life & love for me」（アイ・マスト・チェンジ・マイ・ライフ・アンド・ラヴ・フォー・ミー）は、1990年5月21日に発売された角松敏生通算16作目のシングル。

## 解説
前作「PARASAIL〜シュールホワイトのテーマ〜」から1か月でのリリース。1990年のアルバム・リリースはインストゥルメンタル作品のみだった為、この楽曲は長い間このシングルCDのみでしか聴けなかった。後にベスト・アルバム『1988-1993』に収録。カップリングはヴォーカル・パートがサックスとギターに置き換えられた、タイトル曲のインストゥルメンタル・ヴァージョン。このシングルのみでの収録曲。

## 収録曲
1. I must change my life & love for me  –  (4'44")
  - 作詞・作曲・編曲：角松敏生、ホーンアレンジ：小林正弘
  - 三貴「ブティックJOY」CMイメージソング
  - きたがわ翔 NINETEEN 19 OVA オープニングテーマソング
2. I must change my life & love for me (Instrumental Version)

## クレジット
| Produced by TOSHIKI KADOMATSU                                      |
| Arranged by TOSHIKI KADOMATSU                                      |
|                                                                    |
| Brass Arrangent : MASAHIRO KOBAYASHI                               |
| Vocal, Guitar, Keyboards, Computer Programming : TOSHIKI KADOMATSU |
| Bass : TOMOHITO AOKI                                               |
| Guitar : YOSHIYUKI “BUTCHER” ASANO                                 |
| Synthesizer, Computer Manipulator : KANICHIRO KUBO                 |
| Sax : OSAMU KOIKE, MASATO HONDA                                    |
| Trumpet :MASAHIRO KOBAYASHI, MASAHIKO SUGASAKA                     |
| Trombone : SHIGEHARU MUKAI                                         |
| Background Vocals : KAYOKO “JACKIE” TAKAHASHI, KAZUMI MIYAURA      |